# El jardín de los Finzi-Contini

Giorgio Bassani, El jardín de los Finzi-Continis

El jardín de los Finzi-Contini es una novela de Giorgio Bassani de 1962. Sobre dicha novela se ha basado la película homónima dirigida por Vittorio De Sica.
El primer borrador de la novela fue redactado en Santa Marinella, Roma, en el Hotel Le Najadi. La novela fue publicada por primera vez en 1962 en Turín, resultando ganadora del premio Viareggio en el mismo año. El jardín de los Finzi-Contini se incluyó después en la serie La novela de Ferrara, obra que Bassani publicó en la edición definitiva de 1980.

## Argumento

### Prólogo
El comienzo de la novela está ambientado en 1957 en la necrópolis etrusca de Cerveteri, cerca de Roma, donde el protagonista se encuentra de viaje junto a un grupo de amigos. Al observar las tumbas etruscas, piensa en el cementerio judío de Ferrara y, concretamente, en la tumba monumental de los Finzi-Contini, recordando de tal modo el trágico destino que ha padecido la familia.

### I
Los Finzi-Contini son una riquísima familia perteneciente a la alta burguesía, que vive en la floreciente comunidad judía de Ferrara. Se compone del profesor Ermanno, su mujer Olga, sus hijos Alberto y Micòl (el primogénito, Guido, había muerto a los seis años a consecuencia de un ataque de parálisis infantil) y la anciana abuela Regina; la familia cuenta en sus dependencias con muchos criados que trabajan en el gran jardín, entre otros el viejo y fiel campesino véneto Perotti, que es el criado para todo de la casa.
De niño, el protagonista (que también es judío pero pertenece a la burguesía media) consigue relacionarse moderadamente con los dos jóvenes Finzi-Contini, Alberto y Micòl, prácticamente de su misma edad, gracias a una actitud hiperprotectora por parte de los padres de éstos, que los obligan a vivir en una especie de aislamiento (por ejemplo, los chicos estudiaban en casa en lugar de ir a la escuela pública, dado que «su madre siempre estuvo obsesionada con los microbios y decía que las escuelas están hechas aposta para difundir las enfermedades más horribles [...]. Tras la desgracia de Guido, se puede decir que nunca más puso un pie fuera de casa.»). Las pocas ocasiones de encuentro son las festividades judías y las reuniones en el «Templo», es decir, la sinagoga. No obstante, en junio de 1929 tendrá lugar un primer encuentro significativo entre el protagonista y Micòl. Cuando se publican en los tablones las notas (el narrador asiste al gimnasio italiano), el protagonista descubre que ha suspendido en matemáticas; desesperado escapa y comienza deambular por la ciudad, hasta llegar, exhausto, ante la muralla que delimita el jardín de los Finzi-Contini. Allí se encuentra con Micòl, quien entonces tiene trece años: Micòl consigue consolarlo y lo invita a trepar el muro para entrar en el jardín. Por primera vez, el protagonista experimenta hacia la muchacha un sentimiento más fuerte que la amistad y sueña, desesperando al mismo tiempo, con lograr darle un beso, pero entonces Perotti llama a la chica y la ocasión se desvanece.

### II
En este momento, la narración realiza un salto temporal de unos diez años, situándose en 1938, año de la promulgación de las leyes raciales fascistas y de la consiguiente discriminación de los judíos. A causa de estas leyes, el protagonista es expulsado del club de tenis que solía frecuentar, el Eleonora d'Este. Sin embargo, es acogido inmediatamente en el campo de tenis de la «magna domus», tal y como se denominaba la casa Finzi-Contini, de Alberto y Micòl, quienes invitan a jugar a un grupo de jóvenes, por lo general judíos y de su edad. También se relaciona con el grupo un tal Giampiero Malnate, amigo milanés hacia el cual Alberto siente una gran admiración (en algunos momentos da lugar a equívocos) y que trabaja como químico en una fábrica de la zona industrial de Ferrara. Todos estos chicos pasan estupendas tardes en la atmósfera encantada e idílica del jardín, disputando largos partidos de tenis y deleitados por la hospitalidad señorial de los dueños de la casa.
Durante estos días amenos, el protagonista y la joven Micòl tienen la ocasión de pasar mucho tiempo juntos (olvidándose a menudo incluso del partido de tenis): realizan largas excursiones por el jardín, hablan y consolidan cada vez más su relación, pero la timidez y el temor a un rechazo por parte de la chica destruyen la única oportunidad del protagonista para declarar abiertamente su amor: la ocasión en la que los dos se encuentran encerrados en la vieja carroza dentro del garaje, lejos de todos los demás.

### III
El remordimiento por no haber tenido el coraje en aquella ocasión es agravado inmediatamente por la decisión fulminante de Micòl de irse a Venecia para terminar su tesis y licenciarse. Paralizado por la improvisada partida de su amada, que tiene lugar el día después del episodio de la carroza, el protagonista sigue frecuentando la casa Finzi-Contini, por una parte, para poder terminar su propia tesis (el profesor Ermanno había puesto a su disposición toda la biblioteca), y por otra para no perder el contacto con Micòl (aunque solo fuese a través de los objetos y los lugares que ella frecuentaba en aquella casa). Durante este periodo el protagonista profundiza su relación con Malnate, participando activamente en los salones organizados en la casa por Alberto.
Con motivo de la Pascua judía, Micòl vuelve a casa y, habiendo sido avisado por Alberto de «una gran sorpresa», el protagonista abandona la cena de familia para presentarse en la casa Finzi-Contini. Micòl lo recibe con su habitual familiaridad en la entrada: él se precipita a abrazarla y, abrumado por la alegría, finalmente la besa. Sin embargo, Micòl lo rechaza, aunque sin culpabilizarlo.

### IV
El protagonista se da cuenta de que ha provocado un deterioro en su relación con Micòl, quien desde este momento adopta una actitud totalmente fría y desentendida hacia él. No obstante, él no renuncia a su amor y por ello continúa frecuentando el jardín y la compañía, atormentando a Micòl con continuos intentos de tocarla, tenerla entre sus brazos y besarla (dando lugar a lo que ella llama «escenas conyugales»), intentando incluso inducirla a concederse, pero Micòl lo sigue rechazando y, llegados a este punto, le revela el motivo de su comportamiento, el mismo que un tiempo antes la había impulsado a huir a Venecia sin decirle nada: le explica que el día que se habían quedado encerrados en la carroza se había dado cuenta de que su relación de amistad se estaba transformando en algo más, y que esto la había asustado hasta el punto de inducirla a escapar esperando que la situación se resolviese por sí sola y todo volviese a ser como antes. También le explica que, a pesar de que ella hubiese sentido algo por él de niña, entre los dos no podría haber más que amistad dado que son dos personas tan parecidas, casi como hermanos, «estúpidamente honrados los dos, iguales en todo y para todo como dos gotas de agua» y ambos con el "vicio" de recurrir al pasado. El protagonista se niega a creer la verdad que acaba de oír y en su lugar prefiere buscarse una explicación más fácil de aceptar: la existencia de otro hombre. Se lo dice con toda franqueza a Micòl y ella reacciona rogándole que espacie sus visitas hasta no volver a presentarse. Esto marca la ruptura definitiva de su relación.
Lejos de la casa de los Finzi-Contini, el protagonista comienza a frecuentar la compañía de Giampiero Malnate, convirtiéndose en su amigo (a pesar de que ambos se mostrasen como rivales acérrimos durante los salones de Alberto, al menos en materia política). Durante uno de sus encuentros, Malnate le lleva a un prostíbulo, lo cual supone la culminación del proceso de degradación en que queda sumido el protagonista tras la ruptura de su relación con Micòl.
Al regresar a su casa, el protagonista mantiene una conversación sincera con su padre, a quien explica todo, incluida la tormentosa relación con Micòl. El anciano padre, mostrándose ante todo cariñoso y comprensivo, le aconseja acabar con cualquier tipo de vínculo con los Finzi-Contini, excesivamente diferentes de él, y también con Malnate, exhortándolo, en cambio, a pensar en su futuro. A pesar de su firme decisión de no volver a presentarse en casa de los Finzi-Contini y de volver a dedicarse a sus deberes y a su vocación de literato y escritor. El protagonista, durante una de sus deambulaciones nocturnas, se vuelve a encontrar inconscientemente ante el muro de la magna domus, evocando prácticamente el episodio de diez años antes, cuando una jovencísima Micòl encaramada al muro lo invitaba a trepar para entrar en el jardín. A diferencia de entonces, esta vez decide escalarlo para realizar una última visita al lugar. Allí lo invade una extraña sensación de paz y, habiendo llegado ante el garaje, le asalta súbitamente la convicción de que Micòl estaba recibiendo por la noche, en secreto, a Malnate, lo cual explicaría efectivamente la presencia de una escalera apoyada contra la muralla (como si se pretendiera facilitar la escalada), su repentino aire de confidencialidad y complicidad hacia el milanés, así como el repentino comportamiento igualmente hostil de Alberto (quien lo había admirado siempre), pero termina por hacerse a la idea sin alterarse, casi con serenidad: 

«Qué hermosa novela», me dije con una sonrisa burlona, sacudiendo la cabeza como frente a un niño incorregible. Y, dando la espalda a la Hütte, me alejé entre las plantas de la parte opuesta.

### Epílogo
La novela concluye con el amargo recuerdo de la Segunda Guerra Mundial. Alberto, enfermo desde hacía tiempo de un linfogranuloma maligno, morirá en 1942 y será el único que reposará en la tumba de familia. Giampiero Malnate, que se había alistado en 1941 al cuerpo de expedición italiano enviado a Rusia (CSIR), no regresará nunca más. Toda la familia Finzi-Contini será capturada en el otoño de 1943 por los nazis y fascistas y deportada a campos de concentración en Alemania.

## Personajes
- Yo narrador: todos los acontecimientos de la novela son narrados en primera persona y contemplados a través de los ojos del narrador, que es al mismo tiempo director y personaje en la novela. El narrador no proporciona ninguna información sobre su identidad (a pesar de lo cual se tiende a identificarlo como el propio Giorgio Bassani), aparte del detalle de que es un judío de la burguesía media, perteneciente a la comunidad israelita de Ferrara de finales de los años treinta. Consigue evadir los horrores de la Segunda Guerra Mundial. Inteligente, tímido y en ocasiones introvertido, desde niño siente una secreta admiración hacia la familia de los Finzi-Contini y atracción hacia la bella Micòl.

- Micòl: es una joven muy hermosa e inteligente, le gusta hablar mucho, llegando incluso a inventar un lenguaje familiar, el finzi-contino, que comparte especialmente con su hermano. Adora la literatura, sobre todo las obras de Emily Dickinson, sobre las cuales centra su tesis de licenciatura. Tiene un carácter muy enérgico y pragmático, hasta el punto que se le confía a ella la organización doméstica. Adora los objetos de decoración de cristal de Murano, que colecciona en su habitación. Alimenta un profundo amor hacia el pasado («el dulce y pío pasado»), mientras que siente aversión por el futuro, casi como una premonición del trágico fin que les aguarda a ella y a su familia.

- Alberto: es el hermano mayor de Micòl. A pesar de quedarle poco para licenciarse en ingeniería, no llega nunca a terminar la carrera. Es un esteta que siente una gran admiración (en ocasiones, ambigua) hacia Giampiero Malnate. Cae enfermo de un linfogranuloma maligno y muere en 1942, un año antes de la deportación de toda la familia a los lager alemanes.

- Giampiero Malnate: tiene la misma edad que los protagonistas y proviene de la ciudad de Milán, pero vive desde hace dos años en Ferrara, donde trabaja como químico en un establecimiento de la empresa química Montecatini, a la espera de ser trasladado a la sede de Milán. Es íntimo amigo de Alberto, a quien conoce desde la época en que iban juntos a la universidad en Milán. Posee una fuerte personalidad y es un ferviente comunista. Con frecuencia se encienden violentas discusiones en materia política entre él y el protagonista, de opiniones políticas más moderadas, a pesar de lo cual llega a ser un sincero amigo suyo. En 1941 se alista en el CSIR (Cuerpo Italiano de Expedición en Rusia), del que no regresa nunca más.

- Profesor Ermanno: es el padre de Micòl y Alberto y muestra una gran estima hacia el intelectual e inteligente protagonista, abriendo las puertas de su casa y biblioteca privada al joven estudiante. Acusado por sus conciudadanos de sofisticado y altivo, demuestra ser en realidad capaz de una profunda humanidad y solidaridad, demostrando así mismo una valiente actitud desdeñosa frente a los compromisos con el régimen fascista.

- Perotti: es el mayordomo y criado para todo de la familia Finzi-Contini.

## Curiosidades
- El nombre del protagonista no se desvela en toda la novela. Algunos, atribuyendo la inspiración del autor al ambiente ferrarés, tienden a identificarlo con el propio Giorgio Bassani.
- Hacia el final de la novela, durante una conversación con Giampiero Malnate, el narrador le cuenta un episodio que había tenido lugar poco tiempo antes en la consulta de un otorinolaringólogo ferrarés, el doctor Fadigati, quien fue acusado de ser homosexual y se suicidó debido al peso de las injustas acusaciones. Athos Fadigati es el protagonista de otra novela de Bassani: Gli occhiali d'oro (Las gafas de oro) (1958), que trata precisamente de dicha historia.